# Connie Hedegaardová
Connie Hedegaardová (* 15. října 1960, Holbæk, Dánsko) je dánská a evropská politička, od 8. února 2010 komisařka pro otázky klimatu v Evropské komisi vedené José Barrosem.
V minulosti byla členkou dánské vlády jako ministryně životního prostředí (2. srpna 2004 až 23. listopadu 2007), ministryně pro skandinávskou spolupráci (od 18. února 2005 do 23. listopadu 2007) a ministryní pro energetiku a ochranu klimatu (od 23. listopadu 2007 do 24. listopadu 2009).